# Лютутув (гміна)
Гміна Лютутув (пол. Gmina Lututów) — місько-сільська гміна у центральній Польщі. Належить до Верушовського повіту Лодзинського воєводства.
Станом на 31 грудня 2011 у гміні проживало 4673 особи.

## Площа
Згідно з даними за 2007 рік площа гміни становила 75.13 км², у тому числі:
- орні землі: 83.00%
- ліси: 12.00%

Таким чином, площа гміни становить 13.04% площі повіту.

## Населення
Станом на 31 грудня 2011:
| Опис     | Загалом | Загалом | Чоловіки | Чоловіки | Жінки | Жінки |
| -------- | ------- | ------- | -------- | -------- | ----- | ----- |
| одиниця  | осіб    | %       | осіб     | %        | осіб  | %     |
| все      | 4673    | 100     | 2324     | 49.73    | 2349  | 50.27 |
| міське   | 0       | 100     | 0        |          | 0     |       |
| сільське | 4673    | 100     | 2324     | 49.73    | 2349  | 50.27 |

## Сусідні гміни
Гміна Лютутув межує з такими гмінами: Біла, Ґалевіце, Злочев, Кльонова, Острувек, Сокольники, Чарножили.